# Miffo
Miffo is een Zweedse film uit 2003 van Daniel Lind Lagerlöf. Het is gebaseerd op een scenario van Malin Lind Lagerlöf. De film won drie internationale prijzen.

## Verhaal
De jonge Tobias wordt ingewijd als priester en neemt zijn intreden als voorgaande bij een plaatselijke gemeenschap, al gauw blijkt dat zijn kerkbezoekers niet onder de indruk zijn, van zijn gepreek. Dan is er ook de jonge vrouw Carola, een aan een rolstoel gekluisterde vrouw die de kerk bezoekt, zij toont wel interesse in zijn toespraken en zelfs meer dan dat. De twee sluiten vriendschap. Carola begint ook verliefd op Tobias te worden, maar die probeert niet aan zijn gevoelens toe te geven, want hij is immers priester. Hevig worstelend met zichzelf komt hij tot een conclusie.

## Cast
- Jonas Karlsson - Tobias Nils Carling
- Livia Millhagen - Carola Angelique Christiansson
- Ingvar Hirdwall - Karl Henrik
- Kajsa Ernst - Sonja